# Nashik
Nashik o Nasik es una ciudad del estado de Maharashtra, en la India. En idioma marathi se escribe नासिक. 
Se encuentra situada en el noroeste de la región de Maharashtra, a 180 km de Bombay y a 220 km de Pune. Es la sede administrativa del distrito de Nashik y es denominada como «capital del vino de la India», se encuentra en el Ghats Occidental, en el extremo oeste de la Península de Deccan en la ribera del río Godavari. Además de dar nombre al famoso diamante Nassak, la ciudad es conocida por su pintoresco entorno y su clima agradable. El río Godavari fluye a través de Nashik desde su nacimiento, que se encuentra al suroeste de la ciudad, en Trimbakeshwar. La aglomeración urbana de Nashik tiene una población estimada de 1.62 millones de habitantes (en 2008) repartidos en una superficie total de 264.23 km², lo que lo convierte en la cuarta área urbana más grande de Maharashtra en términos de población. Nashik es la tercera ciudad más industrializada de Majarastra después de Bombay y Pune.

## Historia
En la ciudad se han encontrado vestigios de población desde antes del año 150 a. C., aunque solo se dispone de información a partir del año 1487.
De 1487 a 1818, la ciudad estaba bajo el dominio del Imperio mogol y fue conocida como Gulshanabad (Ciudad de los Jardines). 
La ciudad recibió su nombre actual en 1818, cuando el estado Peshwa tiene el control de la ciudad. El Estado Peshwa sin embargo, no duró mucho y los británicos capturaron Nashik en el mismo año. En 1840, una de las primeras bibliotecas modernas de Majarastra fue fundada en Nashik. 
Algunos de los principales acontecimientos en la historia de Nashik, ocurrieron en el año 1860. 
- 1862: Es construida una estación de ferrocarril.
- 1864: Se forma el municipio de Nashik.
- 1869: Se forma el distrito de Nashik.

Nashik también participó en la lucha por la libertad de la India. El 21 de diciembre, de 1909, Anand Kanhere, de 17 años de edad fue abatido en un teatro llamado Vijayanand, donde había ido a ver una obra de teatro llamada Sharada, murió en el acto y las personas involucradas en el incidente, Anant Kanhere, Krishnaji Karve y Vinayak Ramchandra Deshpande fueron condenados a la horca y se los ahorcó poco después.
En 1914, el trabajador social Raosaheb Thorat fundó el Nashik Vidya Prasarak Samaj, la más prominente institución educativa en Nashik. 
En 1930 se inició el Nashik Satyagraha bajo la dirección del Dr. Ambedkar Babasaheb para la entrada de los dalit (intocables) en el templo de Ram Kala. En 1932, el templo de Babasaheb organizó el movimiento para la abolición de la intocabilidad en Nashik. 
Balkrishna Moonje, un estrecho colaborador de Veer Sawarkar, estableció el Centro de Educación Militar de la sociedad hindú en Nashik, y creó la Escuela Militar Bhonsala en 1937.
Durante la partición de la India en 1947, muchas familias sindhi emigraron a Nashik. 
El 31 de octubre de 1955, el Gobierno de la India inauguró una imprenta del gobierno.

## Arte
A 8 km de la ciudad se encuentra el complejo de las cuevas de Nasik, unas cuevas excavadas en roca budistas de los siglos I a. C. a III d. C.